# 豆酘埼灯台
豆酘埼灯台（つつさきとうだい）は、長崎県対馬市の南西端に位置する豆酘崎の沖合約1.2キロメートルにある、岩礁群のほぼ最先端のミョー瀬上に、1909年建設された灯台である。
もともと白黒の縞模様に塗装されていたが、1934年に白一色に塗り替えられ、1979年、標柱となってからの2013年にも白色に塗り直された。
保守管理の作業に危険を伴うことや光力増大の要望があったことから、1987年3月、豆酘崎砲台の観測所があった現在の場所（尾崎山）に移設され、当初からの灯塔は、豆酘埼灯台から照射灯の副標として照らされている。

## 歴史
初代
無筋コンクリート造り。2代目が設置されてからは、ミョー瀬照射灯副標として、現在も航路標識として利用されている。
2020年に上部が一部破損し、海面から頂部までの高さが23メートルから21メートルになった。
2代
1987年3月、豆酘崎砲台の観測所があった現在の場所に設置された。照射灯を併設し、電球はキセノンランプの青白い光が初代灯台を照らしている。
- 破損前の初代豆酘埼灯台（2020年7月26日撮影）
- 破損後の初代豆酘埼灯台 （2020年10月12日撮影）
- 点灯する豆酘埼灯台と豆酘埼ミョー瀬照射灯
- 日中の豆酘埼灯台。